# Lauwers (rivier)
De Lauwers (Fries: De Lauwers; Gronings Laauwers) is een riviertje dat voor een deel de grens vormt tussen de Nederlandse provincies Friesland en Groningen. De rivier is de naamgever van de oorspronkelijke Lauwer(s)zee of het huidige Lauwersmeer, van de dorpen Lauwerzijl en Lauwersoog en van de voetbalvereniging VV de Lauwers. Het voetbaltenue van VV de Lauwers symboliseert tevens de rivier.

## Loop
De rivier, dan nog een beek, ontspringt ten zuidoosten van het dorp Surhuisterveen nabij De Scheiding 5, vanwaaruit ze als rechtgetrokken sloot naar het noorden loopt tussen twee kleine plasjes door. Ten oosten van het bedrijventerrein van Surhuisterveen splitst ze zich in een sloot langs het tracé van de N358, die bij het gehucht Kortwoude overgaat in de Oude Vaart (Fries: Aldfeart) en een sloot (volgens Google Maps in het Fries Alde Lauwers, d.w.z. "Oude Lauwers" benoemd), die onder de N358 doorsteekt en vandaar af de grens vormt tussen Groningen en Friesland; deze loopt eerst langs de Fryske Dyk, vervolgens langs het draslandgebied De Petten en dan met een bocht om de Surhuizumer Mieden heen naar het Prinses Margrietkanaal/Van Starkenborghkanaal ter hoogte van het dubbeldorp Gerkesklooster-Stroobos. De Oude Vaart loopt hier parallel aan.
Ten noorden van het Prinses Margrietkanaal loopt De Oude Vaart door Gerkesklooster, nu met de breedte van een rivier; ten oosten daarvan loopt de Lauwers om Stroobos heen. De Oude Vaart, ook Ald Knillesdjip, loopt langs de oude boerderij Sarabos, en de Lauwers ten oosten van de ernaar vernoemde weg Sarabos ten zuidoosten ervan, nog steeds als de grens tussen beide provincies (de polder waar deze doorheen stroomt heet ook 'Polder de Twee Provinciën'). Ten oosten van Sarabos en ten noorden van de spoorlijn Groningen-Leeuwarden, bij de vroegere Schalkendam (tot ongeveer 1300; tegenwoordig niet meer weergegeven op kaarten, nabij de Hilmahuistermolen), stromen de Lauwers en de Oude Vaart weer ineen, nadat de Lauwers eerst onder de weg Sarabos en de spoorlijn door is gestoken. Hier krijgt de Lauwers de breedte van een rivier. Even verder splitst de rivier zich in een grenstak, de Olde Lauwers, en een Groninger tak, het Zijldiep, die even ten noorden van Pieterzijl weer bij elkaar komen.
Ten noorden van Munnekezijl wordt de rivier via de Munnikezijlsterried omgeleid om via Lauwerzijl bij Zoutkamp voorbij de Friesche sluis (die eigenlijk in Groningen ligt) in het Lauwersmeer uit te monden in de Zoutkamperril. Deze geul buiten de oude uitwateringsluizen (Hunsingosluis en Groote Provinciale sluis) in het Reitdiep te Zoutkamp is dus de voortzetting van zowel de Lauwers als het Reitdiep. Hier is het waterpeil dan ook pas van hetzelfde niveau.
Feitelijk is de afstroming van het gedeelte ten noorden van Stroobos naar het zuiden gericht. De Friesche Sluis wordt alleen bij calamiteiten gebruikt.

### Buitendijks
De geul tussen Schiermonnikoog en Rottumerplaat/Rottumeroog heet ook Lauwers en kan gezien worden als de voortzetting van de rivier over de Waddenzee. De geul ten noorden van Warffum die uitmondt in de Lauwers heet Zuid-Oost-Lauwers (ook als Zuidoost-Lauwers gespeld).

## Naam
Ten tijde van Karel de Grote werd de rivier vermoedelijk *Lawiki (in oorkonden Laviki, Lauuichi of Laueke) genoemd. Dit betekent 'de liefelijke' en is weer verwant met het Gotisch woord galaufs 'aangenaam'. In een handvol teksten waaronder de Lex Frisionum werd de naam verbasterd tot Laubachi of Lagbeki. Latere historici hebben daarvan ten onrechte Laubach(-us) of Laubeke gemaakt.

## Geschiedenis
De Lauwers wordt al in de Lex Frisionum vermeld onder de naam fluvius Laubachi als een grens tussen twee gebieden in het toenmalige Friesland. Het was de grens tussen het gebied dat al in 734 bij het Frankische rijk behoorde (Westerlauwers Friesland) en het gebied dat daar omstreeks 785 bij werd ingelijfd (Oosterlauwers Friesland). De Friezen die in 754 Bonifatius doodsloegen, zouden van de overzijde van de Lauwers, dat wil zeggen de Groningse kant, zijn gekomen (mogelijk uit Suxwerd, de hoofdplaats van Humsterland).
Ook in een schenking aan de abdij van Echternach van 786/787 wordt gesproken over goederen in Humsterland aan de overzijde van de rivier 'Lauvichi'. De grens bleef in de loop der eeuwen gehandhaafd tussen de aan Friesland verbonden regio Oostergo en de aan Groningen verbonden regio de Ommelanden. Aanvankelijk was de grens van minder belang; zowel ten westen als ten oosten van de Lauwers bestond geen centraal bestuur. Door de opkomst van de stad Groningen veranderde dit echter. In de loop der eeuwen werd de stad door haar positie steeds belangrijker bij het oplossen van rechtsgeschillen in de sterk verdeelde Ommelanden, die daartoe verdragen sloten met de stad. In deze verdragen werd de positie van de stad in de loop der tijd van een mindere partner tot een belangrijkere partner.
In 1473 werd een verdrag (het Grote Verbond) gesloten waarbij voor het eerst de stad privileges kreeg ten opzichte van de Ommelanden; er mocht alleen nog bier uit de stad worden verkocht aan gebieden buiten de Ommelanden en de Ommelanden mochten geen bier meer brouwen anders dan voor eigen gebruik. In ruil daarvoor kregen de Ommelanden verzekering van veiligheid; de stad kon veel meer troepen op de been brengen dan de afzonderlijke Ommelanden. Dit verdrag werd het jaar erop goedgekeurd door keizer Frederik III en kan worden gezien als het begin van het stapelrecht en vormde de basis van een ongeveer 100 jaar durend wederzijds verdrag, waarbij de Lauwers dus als grens gold. In 1493 werd de toenemende expansie van Groningen aangekaart bij de keizerlijke gezant Otto van Langen door de Schieringse hoofdeling Bocke Harinxma en het stadsbestuur van Sneek. Keizer Maximiliaan I bepaalde daarop dat het grensgebied van Westerlauwers Friesland liep "van gherckens brugge (Gerkesbrug over de Lauwers ten westen van Visvliet) al tot de zuete zee by Staueren".
In latere eeuwen is deze grens altijd gebleven. De confiscatie van de kloosterlanden van Jeruzalem door Friesland in de heerlijkheid Visvliet in 1578 enerzijds en die van de kloosterlanden van het Klooster van Aduard in Kollumerland door Groningen anderzijds leverde dan ook geen extra juridische rechten op, behalve dan de aanstelling van rechters (grietmannen). Na verloop van tijd werden de goederen met hun rechten weer verkocht aan particuliere eigenaren. De Staten van Friesland verkochten hun landerijen bij Visvliet in 1637 en 1638. De provincie Groningen verkocht haar landerijen pas veel later.

## Taalkundige grens
De Lauwers vormde tot ongeveer 1500 de taalgrens tussen de twee varianten van het Fries dat ooit gesproken werd. Het Westerlauwers Fries is het Fries dat nu nog gesproken wordt in de Nederlandse provincie Friesland en een aangrenzend deel van de provincie Groningen. De tegenhanger hiervan was het Oosterlauwers Fries, een taal die nu bijna geheel is uitgestorven, behalve in de Duitse gemeente Saterland. Op het eiland Schiermonnikoog ten noorden van het Lauwersmeer wordt nog een dialect gesproken, het Schiermonnikoogs, dat enigszins verwant is aan het Oosterlauwers Fries en sporen bevat van de vroegere taal.
Ook in de huidige tijd geldt de Lauwers nog als taalgrens, want het Fries dat gesproken werd ten oosten van Lauwers is ingeruild voor Nedersaksische dialecten.

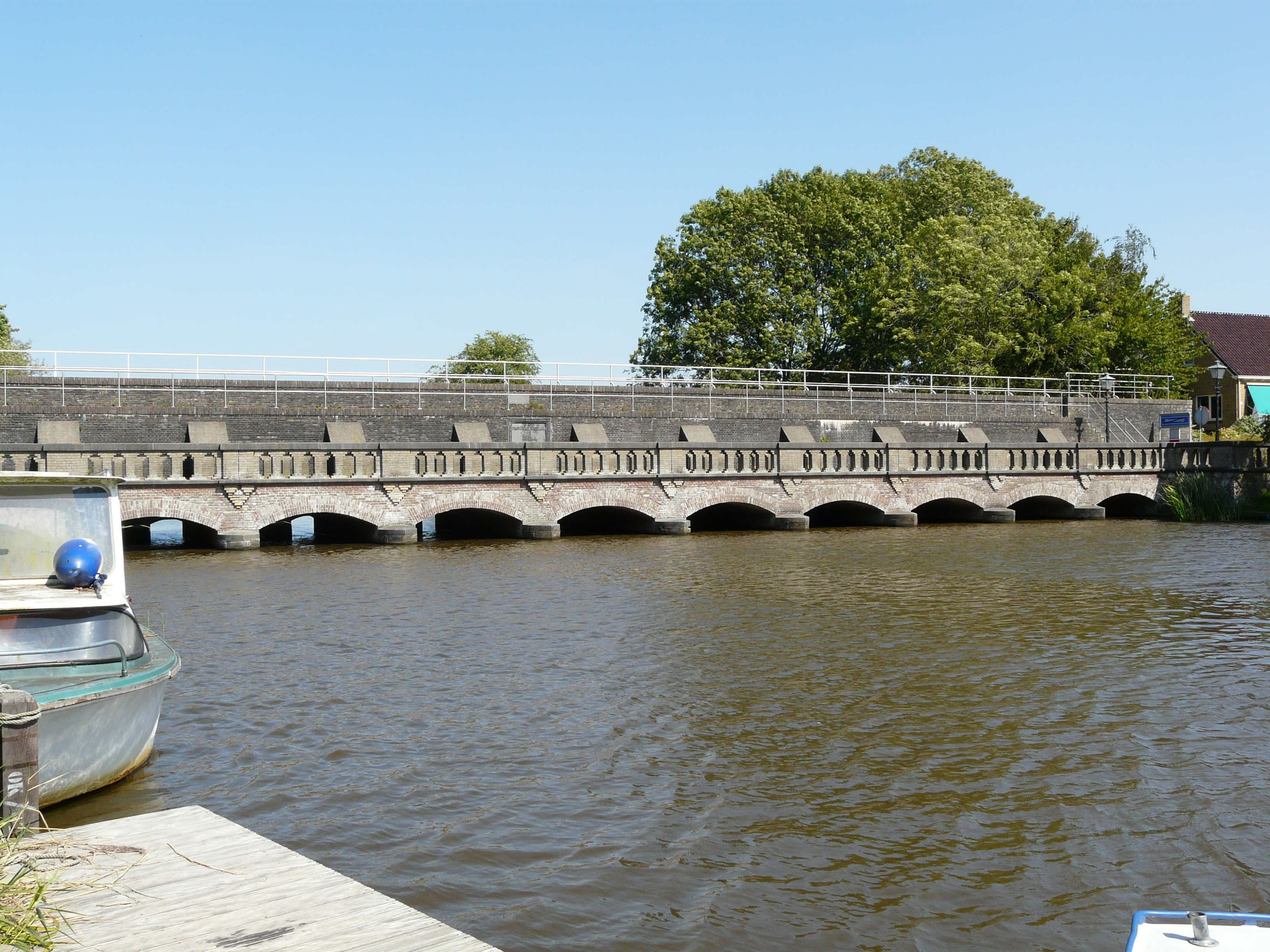
Keersluis Munnekezijl (1882) in de Lauwers
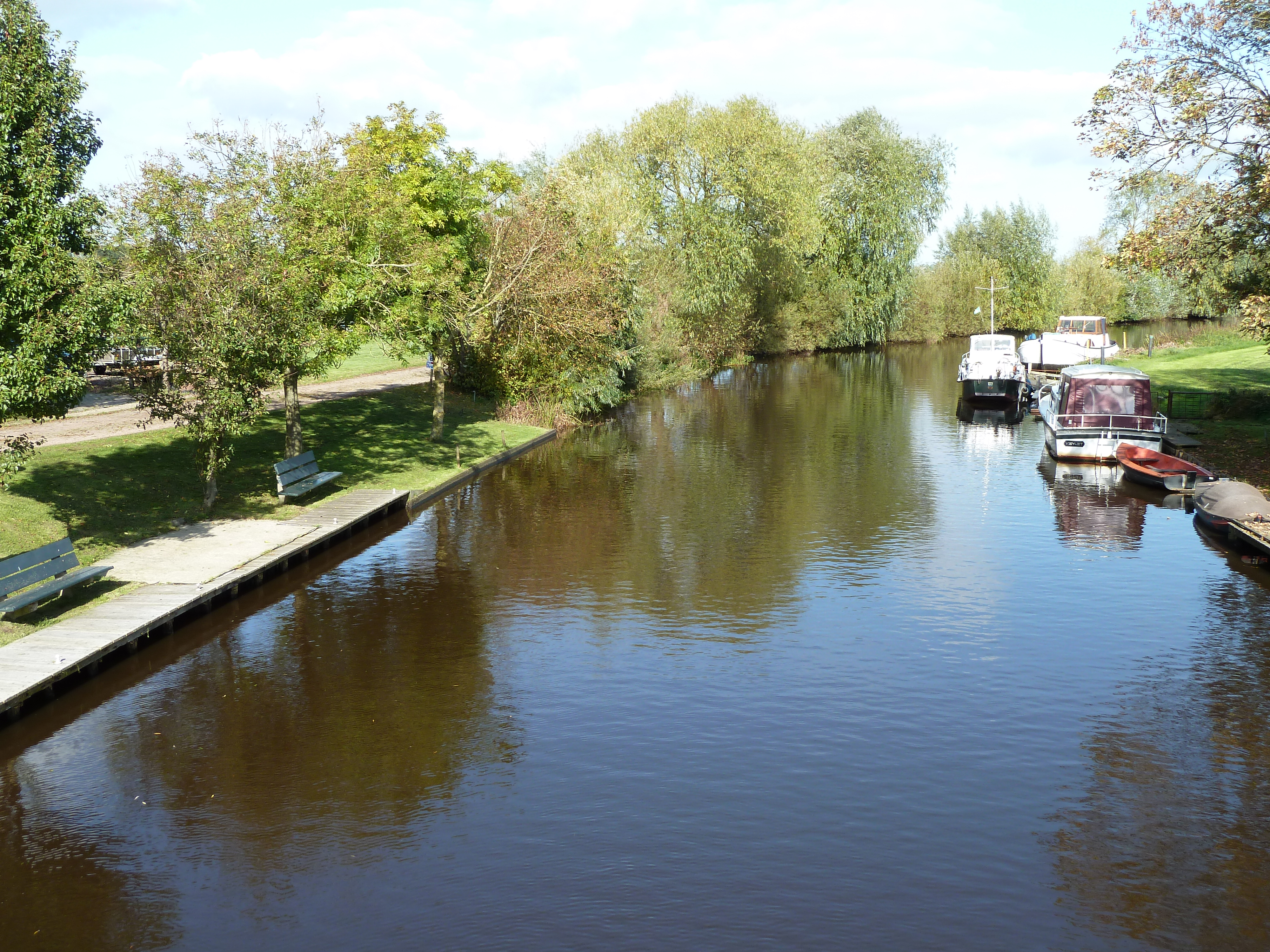
Lauwers bij Visvliet vanaf de Gerkesbrug (noorden)
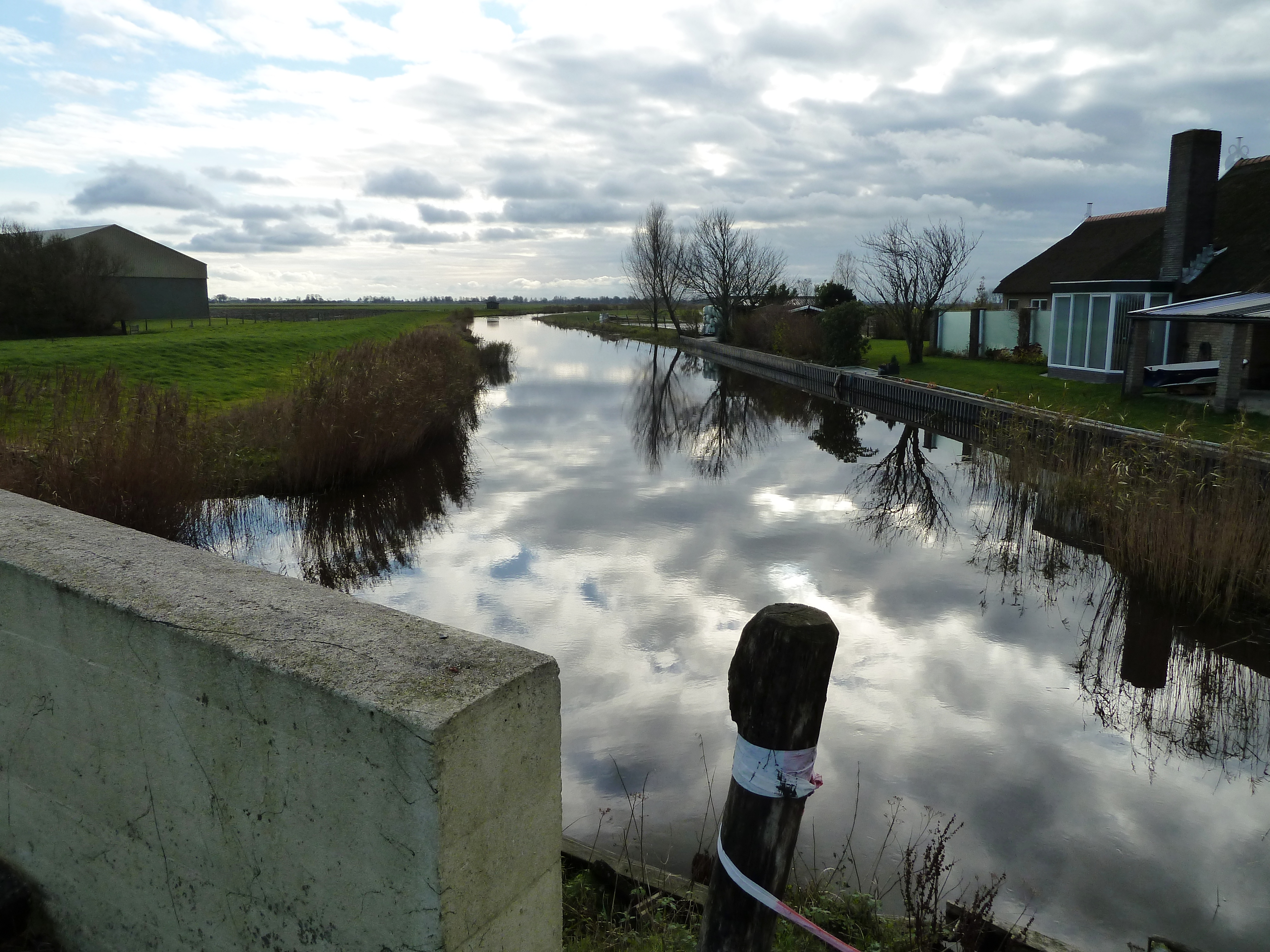
Oude Lauwers bij De Leegte (zuiden)
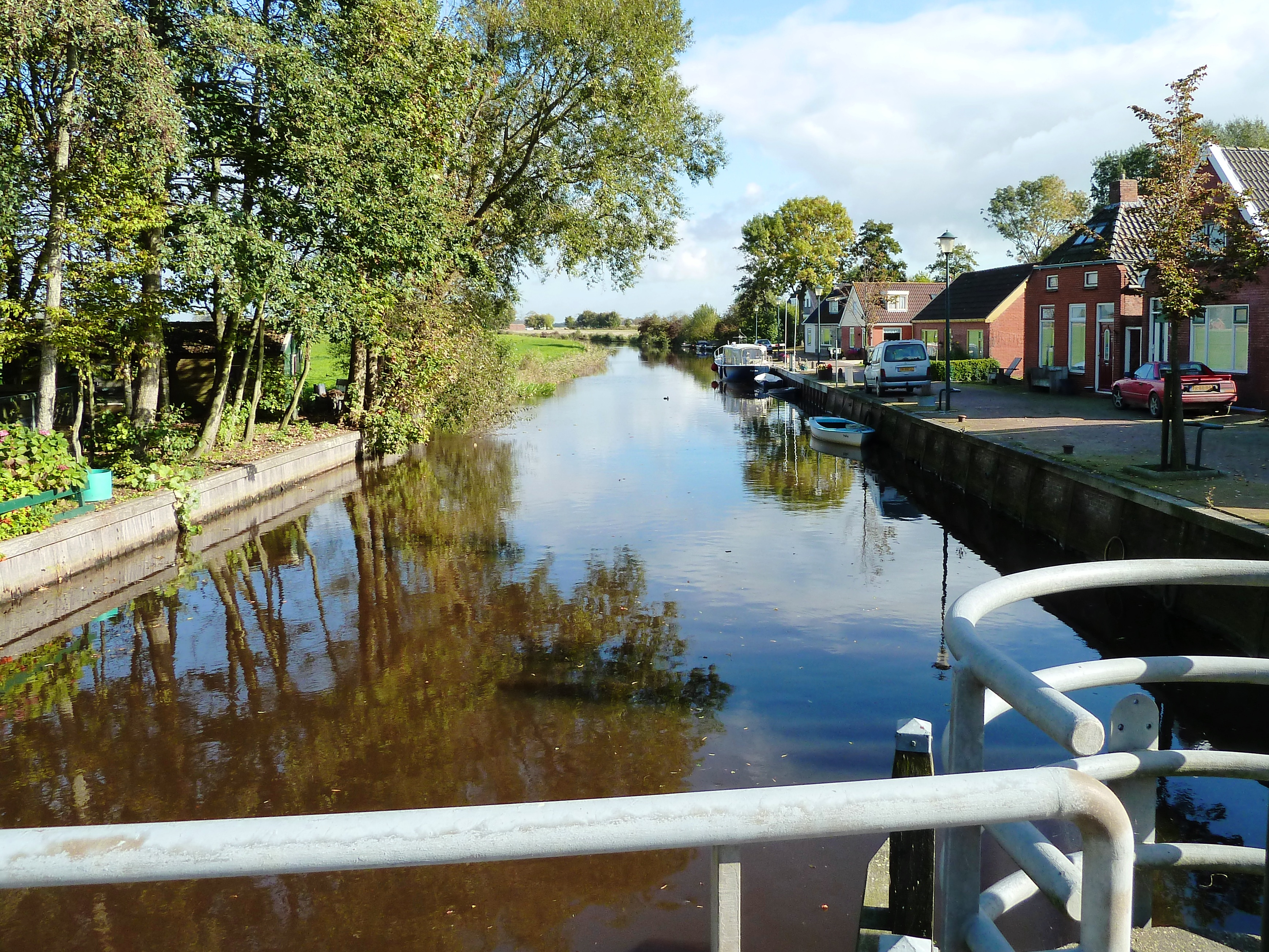
Zijldiep in Pieterzijl (noorden)
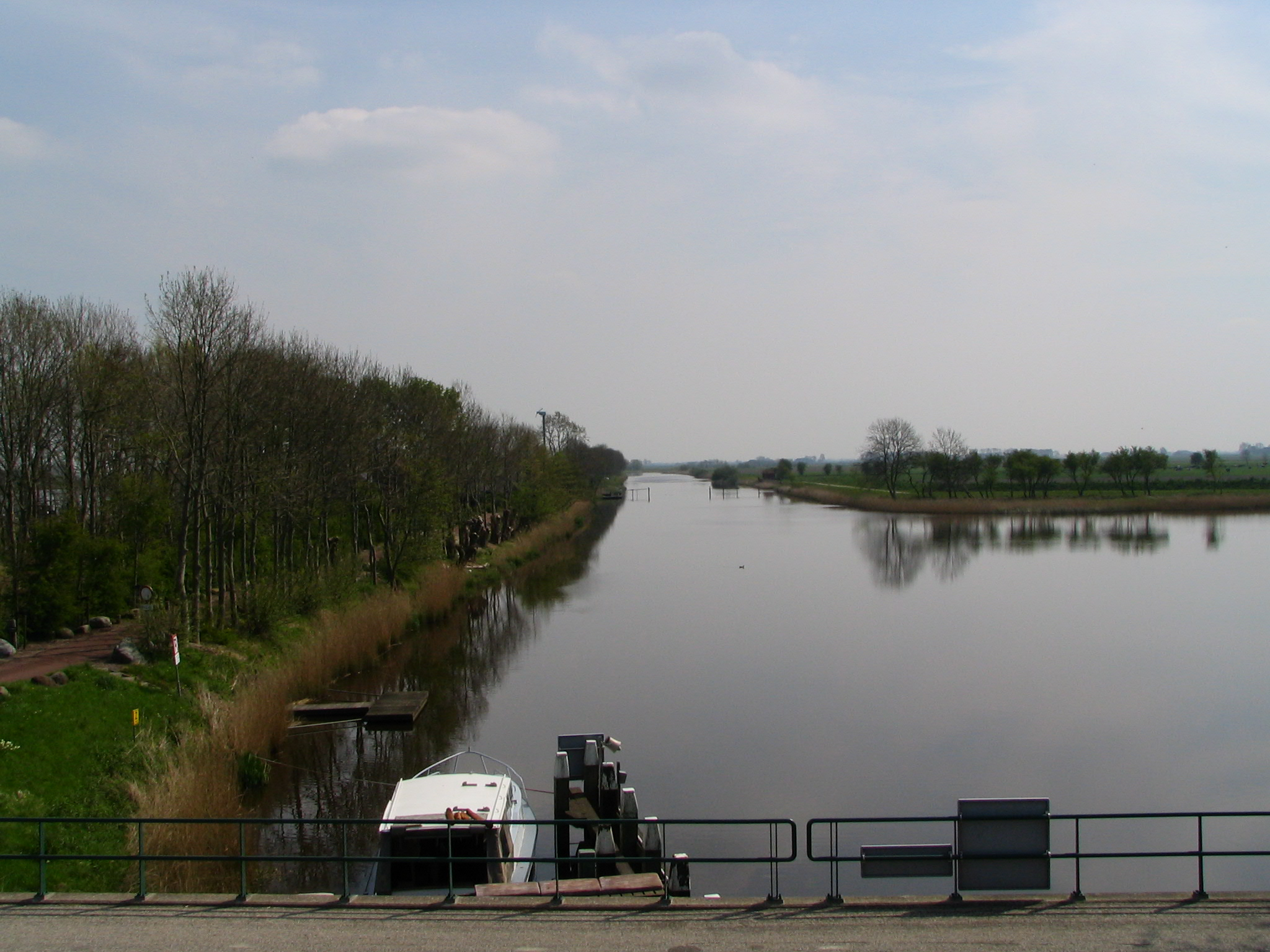
Gezicht vanaf de Friesche Sluis op de monding van de Munnekezijlsterried voor de sluis
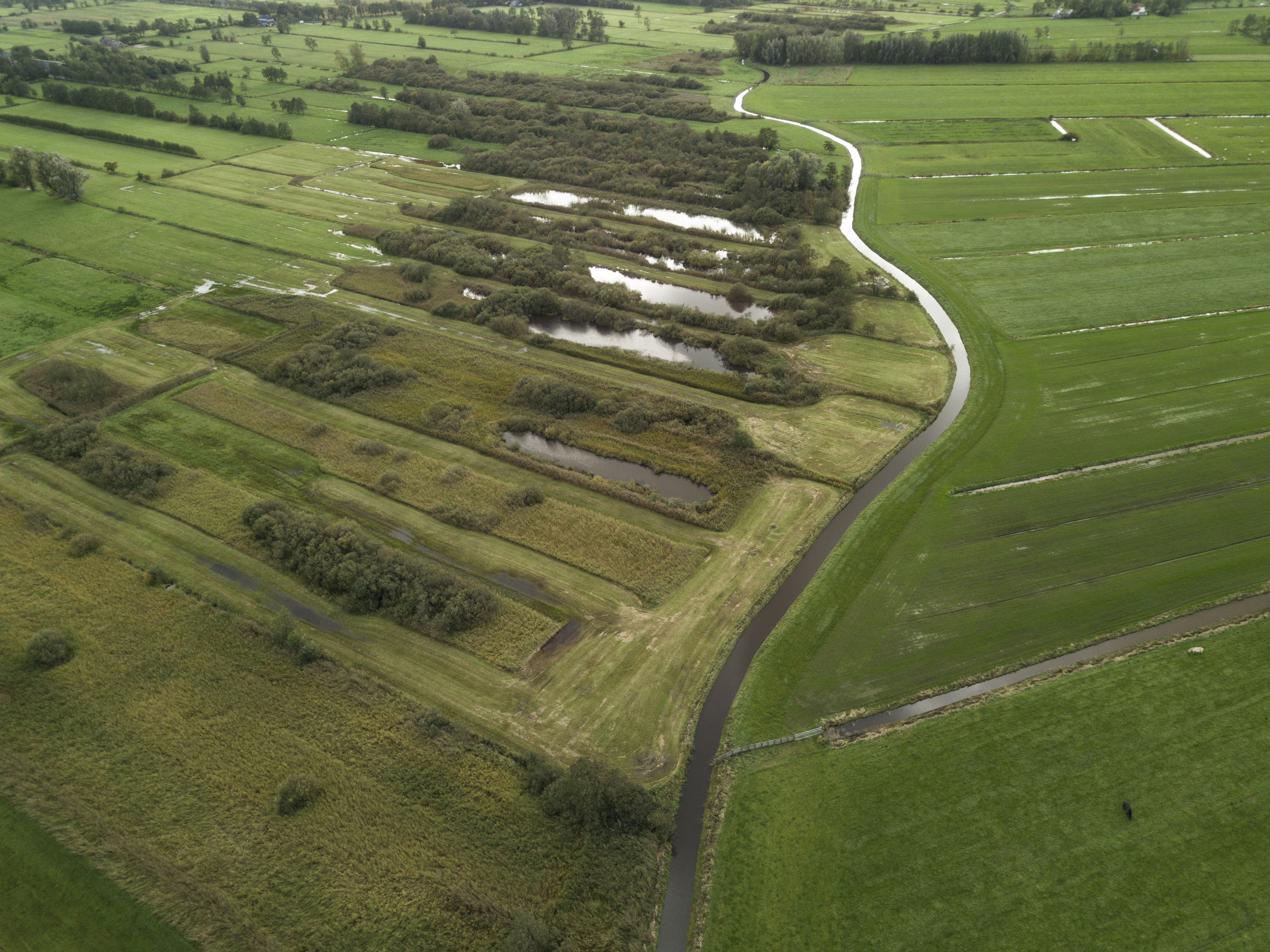
Lauwers ten noorden van Peebos met de petgaten van de Doezumermieden